# Istočni mon-khmerski jezici
Istočni mon-khmerski jezici, skupina od (67) mon-khmerskih jezika raširenih po Tajlandu, Kambodži, Vijetnamu i Laosu. Predstavnici su:
a. bahnarski jezici (40) jezika. Vijetnam, Kambodža, Laos:    
a1. Centralnobahnarski jezici (6): alak, bahnarski, kaco', lamam, romam, tampuan.
a2. Sjevernobahnarski jezici (14):
a. istok (3):
a1. Cua-Kayong jezici (2): cua, kayong.
a2. Takua (1): takua.
b. Zapad (10):
b1. Duan (1) Vijetnam: halang doan.
b2. Jeh-Halang jezici (2) Vijetnam: halang, jeh,
b3. Rengao (1) Vijetnam: rengao.
b4. Sedang-Todrah jezici (4):
a. Sedang jezici (2) Vijetnam: hre, sedang.
b. Todrah-Monom jezici (2) Vijetnam: monom, todrah.
b5. Talieng, Laos
b6. Trieng, Vijetnam.
c. Katua, Vijetnam
a3. Južnobahnarski jezici (9):
a. Sre-Mnong jezici (6):
a1. Mnong jezici (4) Vijetnam, Kambodža: kraol, mnong (istočni, centralni, južni).
a2. Sre jezici (2) Vijetnam: koho, maa .
b. Stieng-Chrau jezici (2) Vijetnam: chrau, stieng (bulo),
c. Stieng, Budeh, Vijetnam
a4. Zapadnobahnarski jezici (11):
a. Brao-Kravet jezici (4) Laos, Kambodža: kravet, kru'ng 2, lave, sou.
b. Laven (1) Laos: laven.
c. Nyaheun (1) Laos: nyaheun.
d. Oi-The jezici (5) Laos: jeng, oy, sapuan, sok, the.
b. katu jezici (19), Laos, Tajland, Vijetnam:       
b1. Centralnokatujski jezici (5) Laos:
a. Ta'oih (5): ir, kataang, ong, ta'oih (gornji i donji).
b2. Istočnokatujski jezici (8):
a. Kaseng (1) Laos: kasseng.
b. katu-pacoh (5) Vijetnam, Laos: katu (istočni i zapadni), pacoh, phuong, tareng.
c. Ngeq-Nkriang jezici (2) Laos: khlor, ngeq.
b3. Zapadnokatujski jezici (6):
a. Brou-So jezici (4) laos, Tajland, Vijetnam: bru (istočni i zapadni), khua, sô.
b. Kuay-Nheu jezici (1) Tajland: kuy.
c. Kuay-Yoe jezici (1) Tajland: nyeu.
c. khmerski jezici (2), kambodža i Tajland: sjeverni ili khmer lue i centralnokhmerski
d. Pearski jezici (6) Kambodža: 
d1. Istočni (1): pear.
d2. Zapadnopearski jezici (5):
a. Chong jezici (2):chong, sa'och.
b. Samre jezici (2): samre, somray.
c. Suoy (1): suoy.

## Vanjske poveznice
- Ethnologue (14th)
- Ethnologue (15th)